# Aulacophora quadrinotata
Aulacophora quadrinotata es un insecto coleóptero de la familia Chrysomelidae.
Fue descrita científicamente por primera vez en 1876 por Chapuis.